# Gatans desperados
Gatans deperados (spanska: Los olvidados) är en mexikansk dramafilm från 1950 regisserad av Luis Buñuel.
Filmen skildrar slummen i Mexico City. Fattiga ställs mot fattiga, och ungdomsgäng rånar blinda. Filmen innehåller även en surrealistisk drömsekvens.

## Rollista i urval
- Alfonso Mejía – Pedro
- Stella Inda – Pedros mor
- Miguel Inclán – Don Carmelo, den blinde gatusångaren
- Roberto Cobo – "El Jaibo", ligaledaren
- Alma Delia Fuentes – Meche
- Francisco Jambrina – föreståndaren för uppfostringsanstalten
- Jesús Navarro – Juliáns far
- Efraín Arauz – "Cacarizo" (den koppärrige), Meches bror
- Jorge Pérez – "Pelón"
- Javier Amézcua – Julián
- Mário Ramírez – "Ojitos" (Ögontröst), indianpojken
- Ernesto Alonso – berättarröst (ej krediterad)